# Divette (Oise)
Pour les articles homonymes, voir Divette.
La Divette est une rivière française du département de l'Oise en ancienne région Picardie  donc en nouvelle région des Hauts-de-France et un affluent de l'Oise en rive droite et donc sous-affluent de la Seine.

## Géographie
La Divette prend naissance dans les bois situés au sud-ouest de la localité de Lassigny, dans le département de l'Oise, dans le bois de la Réserve, à la fontaine de l'Ermite, à 99 m d'altitude et la source Sainte-Anne, et sur la commune de Plessis-de-Roye. 
Elle traverse le canal latéral à l'Oise puis conflue en rive droite dans l'Oise, à 38 m d'altitude, à l'est de Passel sur la commune de Pont-l'Évêque, localité située à peu de distance en aval de Noyon.
La longueur de son cours d'eau est de 15,1 km.

### Communes  et cantons traversés
Dans le seul département de l'Oise, la Divette traverse dix communes et deux cantons :
- dans le sens amont vers aval : Plessis-de-Roye, Lassigny, Dives, Cuy, Thiescourt, Cannectancourt, Évricourt, Ville, Passel, Pont-l'Évêque (confluence).

Soit en termes de cantons, la Divette prend source dans le canton de Lassigny et conflue dans le canton de Noyon, le tout dans l'arrondissement de Compiègne.

### Toponyme
La Divette traverse la commune de Dives.

## Affluents

### Rive droite
- la Liquette
- ru du Val
- la Broyette
- ru des Aulnes
- ru d'Orval
- ru des Prés Faconnet
- ru du Jardin Galette

### Rive gauche
- ruisseau des Prés de Vienne
- fossé Saint-Crépin
- ruisseau d'Orémus
- ru des Aulnoyes
- ru du Pied de Bœuf
- ru du Soyer

## Hydrologie
Son régime hydrologique est dit pluvial océanique.

### La Divette à Passel
Le débit de la Divette a été observé pendant une période de 38 ans (1971-2008), à Passel, localité du département de l'Oise, située au niveau de son confluent. Le bassin versant de la rivière est de 72 km2.
Le module de la rivière à Passel est de 0,385 m3/s.
La Divette présente des fluctuations saisonnières de débit peu importantes. Les hautes eaux ont lieu en hiver et s'accompagnent de débits mensuels moyens allant de 0,472 à 0,557 m3/s, de décembre à avril inclus (maximum en février). Dès le mois d'avril, le débit diminue progressivement jusqu'à la période des basses eaux d'été, qui se déroulent en août et en  septembre, avec une baisse du débit moyen mensuel à respectivement 0,196 (196 litres par seconde) et 0,194 m3/s durant ces deux mois, ce qui reste encore presque abondant.

### Étiage ou basses eaux
À l'étiage, le VCN3 peut chuter jusque 0,110 m3, en cas de période quinquennale sèche, soit 110 litres par seconde, ce qui n'est nullement sévère pour une aussi petite rivière.

### Crues
D'autre part, les crues sont assez peu importantes. Les QIX 2 et QIX 5 valent respectivement 1,9 et 2,8 m3/s. Le QIX 10 vaut 3,4 m3/s, tandis que le QIX 20 est de 4 m3/s. Enfin le QIX 50 se monte à 4,8 m3/s.
Le débit instantané maximal enregistré à Passel a été de 9,1 m3/s le 4 janvier 2003, tandis que la valeur journalière maximale aurait été (?) de 14,2 m3/s le 6 janvier 2001. En comparant le premier de ces chiffres aux valeurs des différents QIX de la rivière, il apparaît que cette crue était bien plus que cinquantennale et donc tout à fait exceptionnelle. 

### Lame d'eau et débit spécifique
La lame d'eau écoulée dans le bassin de la Divette est de 169 millimètres annuellement, ce qui est plutôt faible surtout dans le cadre de l'ouest du bassin de l'Oise. C'est nettement inférieur à la moyenne d'ensemble de la France, et inférieur aussi à l'ensemble du bassin versant de la Seine (240 millimètres/an), ainsi que de l'Oise (243 mm/an). Le débit spécifique (ou Qsp) atteint 5,3 litres par seconde et par kilomètre carré de bassin.

## Aménagements et écologie

### Pêche
Première catégorie.
- Il existe une AAPPMA L' "Amicale des pêcheurs de la Divette"[4]